# Шані Тарашай
Шані Тарашай (нім. Shani Tarashaj, нар. 7 лютого 1995, Гаузен-ам-Альбіс) — швейцарський футболіст, нападник англійського «Евертона» і національної збірної Швейцарії. На умовах оренди грає за «Грассгоппер».

## Клубна кар'єра
Народився 7 лютого 1995 року у швейцарському місті Гаузен-ам-Альбіс в родині косовських албанців. Вихованець футбольної школи клубу «Грассгоппер». 2012 оку дебютував в іграх другої команди цього клубу, що змагалася у четвертому за силою дивізіоні країни.
2 серпня 2014 року провів свою першу гру за головну команду цюриського клубу, відтоді поступово став дедалі частіше потрапляти до її заявки на ігри різних турнірів. Сезон 2015/16 розпочав як один з основних нападників «Грассгоппера». Відразу почав виправдовувати довіру тренерського штабу, у чотирьох стартових матчах чемпіонату відзначившись 5 голами.
На молодого форварда звернуло увагу керівництво англійського «Евертона», яке 7 січня 2016 року узгодило перехід гравця до ліверпульського клубу на умовах контракту тривалістю 4,5 роки.
Уклавши контракт з «Евертоном», Тарашай ще на півроку залишився у «Грассгоппері» на умовах оренди.

## Виступи за збірні
Залучався до юнацьких збірних Швейцарії, починаючи з команди юнаків до 15 років, взяв участь у 32 іграх на юнацькому рівні, відзначившись 24 забитими голами.
Протягом 2013–2015 років викликався до молодіжної збірної Швейцарії. На молодіжному рівні зіграв у 9 офіційних матчах, забив 5 голів.
Про зацікавленість у послугах Тарашая заявляли представники національної збірної Албанії, проте гравець вирішив і на дорослому рівні захищати кольори Швейцарії, і 25 березня 2016 року дебютував в офіційних матчах у складі її національної збірної. У травні того ж року був включений до заявки швейцарців на фінальну частину чемпіонату Європи у Франції.

## Статистика виступів

### Статистика клубних виступів
Станом на 13 березня 2016 року
| Сезон                      | Команда                    | Чемпіонат                  | Чемпіонат | Чемпіонат | Національний кубок | Національний кубок | Національний кубок | Континентальні кубки | Континентальні кубки | Континентальні кубки | Інші змагання | Інші змагання | Інші змагання | Усього | Усього |
| Сезон                      | Команда                    | Ліга                       | Ігор      | Голів     | Ліга               | Ігор               | Голів              | Ліга                 | Ігор                 | Голів                | Ліга          | Ігор          | Голів         | Ігор   | Голів  |
| -------------------------- | -------------------------- | -------------------------- | --------- | --------- | ------------------ | ------------------ | ------------------ | -------------------- | -------------------- | -------------------- | ------------- | ------------- | ------------- | ------ | ------ |
| 2011–12                    | «Грассгоппер II»           | 1Л                         | 1         | 0         | -                  | -                  | -                  | -                    | -                    | -                    | -             | -             | -             | 1      | 0      |
| 2012–13                    | «Грассгоппер II»           | 1Л                         | 14        | 1         | -                  | -                  | -                  | -                    | -                    | -                    | -             | -             | -             | 14     | 1      |
| 2013–14                    | «Грассгоппер II»           | 1Л                         | 17        | 8         | -                  | -                  | -                  | -                    | -                    | -                    | -             | -             | -             | 17     | 8      |
| лип.-серп. 2014            | «Грассгоппер II»           | 1Л                         | 3         | 1         | -                  | -                  | -                  | -                    | -                    | -                    | -             | -             | -             | 3      | 1      |
| Усього за «Грассгоппер II» | Усього за «Грассгоппер II» | Усього за «Грассгоппер II» | 35        | 10        |                    | -                  | -                  |                      | -                    | -                    |               | -             | -             | 35     | 10     |
| 2014–15                    | «Грассгоппер»              | СЛ                         | 19        | 1         | КШ                 | 2                  | 1                  | ЛЧ+ЛЄ                | 2+2                  | 0                    | -             | -             | -             | 25     | 2      |
| 2015–16                    | «Грассгоппер»              | СЛ                         | 24        | 11        | КШ                 | 2                  | 1                  | -                    | -                    | -                    | -             | -             | -             | 26     | 12     |
| Усього за «Грассгоппер»    | Усього за «Грассгоппер»    | Усього за «Грассгоппер»    | 43        | 12        |                    | 4                  | 2                  |                      | 4                    | 0                    |               | -             | -             | 51     | 14     |
| Усього за кар'єру          | Усього за кар'єру          | Усього за кар'єру          | 78        | 22        |                    | 4                  | 2                  |                      | 4                    | 0                    |               | -             | -             | 86     | 24     |